# Thebe (měsíc)

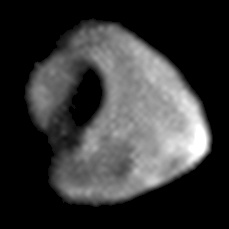
Měsíc Thebe

Thebe je měsíc Jupiteru. Jeho průměr je 99 kilometrů a planetu oběhne jednou za 0,7 dne. V pořadí vzdálenosti od planety je čtvrtý. V roce 1979 jej objevila sonda Voyager 1. Dříve nesl jméno S/1979 J 2, v roce 1983 byl pojmenován po nymfě Thébě, milence Dia z řecké mytologie.